# Nipane
Nipane (en népalais : निपाने) est un comité de développement villageois du Népal situé dans le district de Sindhuli. Au recensement de 2011, il comptait 3 418 habitants.